# Llei de Hooke
En mecànica dels medis continus, la llei de Hooke enunciada el 1660 pel físic anglès Robert Hooke indica que quan un sòlid és sotmès a una força de tracció externa {\displaystyle F_{ext}}, es deforma una longitud {\displaystyle \delta } proporcional a la força aplicada. Per estabilitzar aquesta deformació, s'equilibren les forces internes {\displaystyle F_{int}} del sòlid (forces de reacció) amb les externes (forces d'acció). Matemàticament s'expressa com:
{\displaystyle F_{int}=-k\delta \,}
La llei de Hooke és la relació entre les forces externes sobre un sòlid elàstic amb les deformacions que experimenta el sòlid. Com més grans són les forces aplicades sobre el sòlid, més grans són les deformacions provocades i a més són proporcionals. Si per exemple, s'aplica una força {\displaystyle F_{ext}}, hi ha una deformació d'allargament {\displaystyle \delta }, i si s'aplica una força {\displaystyle 2F_{ext}} s'obtindrà un allargament {\displaystyle 2\delta }. Aquesta llei no es compleix quan la força aplicada és superior al límit elàstic. Si s'entra en la zona plàstica, les deformacions deixen de ser proporcionals a la força aplicada.

## Història

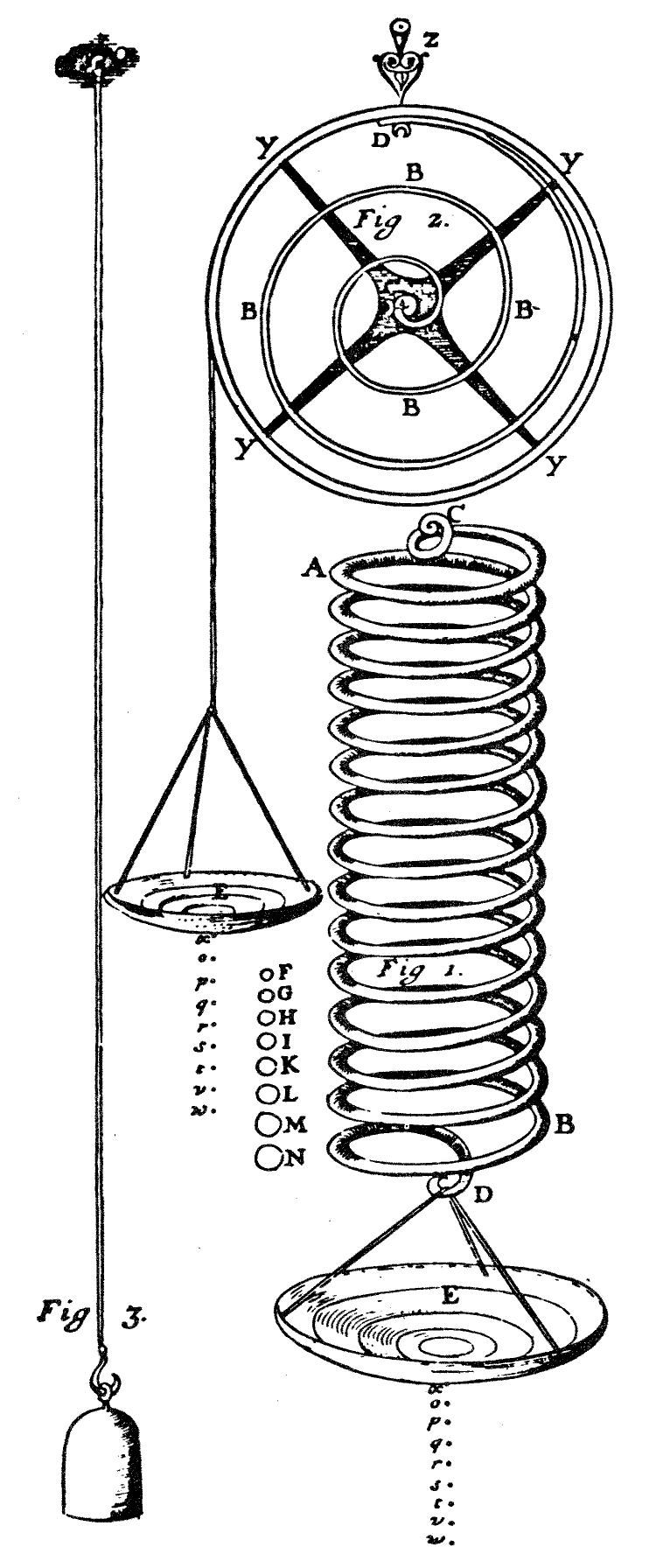
Gràfic original de l'experiment de Hooke.

El 1660 el científic anglès Robert Hooke (1635-1703) va formular l'ara anomenada llei de Hooke, que descriu com un cos elàstic s'estira de forma proporcional a la força que s'exerceix sobre ell, fet que va donar lloc a la invenció del ressort helicoidal o molla. Va descriure per primera vegada aquest descobriment a l'anagrama «ceiiinosssttuv», la solució del qual va publicar el 1678 com «Ut tensio, sic vis» que significa «Com l'extensió, així la força».
El treball de Hooke sobre l'elasticitat va culminar, a efectes pràctics, en el seu desenvolupament del balanç o espiral, que per primera vegada va permetre que un rellotge portàtil mantingués el temps amb una precisió raonable. Una amarga disputa entre Hooke i l'holandès Christiaan Huygens (1629-1695) sobre la paternitat d'aquest invent havia de continuar durant segles després de la mort dels dos, però una nota datada el 23 de juny de 1670 descriu un rellotge controlat per l'equilibri a la Royal Society, va donar per bona la reclamació de Hooke.

## Llei de Hooke per als ressorts

Compressió i extensió d'una molla proporcional a la força aplicada.

La forma més comuna de representar matemàticament la llei de Hooke és mitjançant l'equació de la molla o ressort, on es relaciona la força {\displaystyle F_{int}} exercida pel ressort (força de recuperació) amb l'elongació o allargament {\displaystyle \delta } provocat per la força externa {\displaystyle F_{ext}} aplicada a l'extrem del mateix:
{\displaystyle F_{int}=-k\delta \,}
on {\displaystyle k} és la constant elàstica del ressort, una propietat característica de cada ressort (depèn de la longitud de la molla i de la seva constitució).
L'energia de deformació o energia potencial elàstica {\displaystyle U_{k}} associada a l'estirament de la molla és expressada per:
{\displaystyle U_{k}={\frac {1}{2}}k{\delta }^{2}}
Definirem ara una constant intrínseca del ressort independent de la longitud d'aquest i establirem així la llei diferencial constitutiva d'un moll. Multiplicant {\displaystyle k} per la longitud total, i trucant al producte {\displaystyle k_{i}} o {\displaystyle k} intrínseca, es té:
{\displaystyle k={\frac {k_{i}}{L}}}
Anomenarem {\displaystyle F(x)} a la tensió en una secció del moll situada una distància x d'un dels seus extrems que prenem com a origen de coordenades, {\displaystyle k_{\Delta x}} a la constant d'un petit tros de molla de longitud {\displaystyle \Delta x} a la mateixa distància i {\displaystyle \delta _{\Delta x}} l'allargament d'aquest petit tros en virtut de l'aplicació de la força. Per la llei de la molla completa:
{\displaystyle F(x)=-k_{\Delta x}\delta _{\Delta x}=-k_{i}{\frac {\delta _{\Delta x}}{\Delta x}}}
Prenent el límit:
{\displaystyle F(x)=-k_{i}{\frac {{\delta }_{dx}}{dx}}}

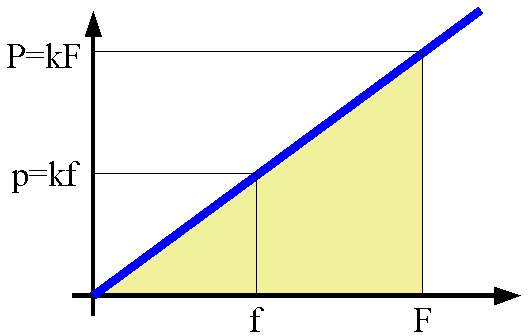
Figura 1. Gràfic d'una molla. *Abcisses=deformació
- Ordenades=força aplicada---
- L'energia potencial és l'àrea per sota de la recta blava. L'àrea d'un arc pre-tensat (trapezi) és més gran que la d'un arc sense tensió prèvia (triangle), si hom manté el mateix nivell de deformació (fletxa geomètrica).

que pel principi de superposició resulta:
{\displaystyle F\left(x\right)=-k_{i}{\frac {d{\delta }}{dx}}=-AE{\frac {d\delta }{dx}}}
que és l'equació diferencial de la molla. Si s'integra per a tot , s'obté l'equació d'ona de l'oscil·lador hàrmonic simple. La velocitat de propagació de les vibracions en un ressort es calcula com:
{\displaystyle c={\sqrt {\frac {E}{\rho }}}}

### Arcs i ballestes com a molles
Els arcs i les ballestes són encordades amb tensió prèvia. Això vol dir que, per encaixar la corda, cal deformar l’arc. La figura 1 indica les energies comparades d’una arma sense pretensar-la i amb tensió prèvia. La deformació d’un arc (que actua com una molla) -arc pròpiament dit o arc de ballesta-segueix la llei de Hooke.

## Llei de Hooke en sòlids elàstics
A la mecànica de sòlids deformables elàstics la distribució de tensions és molt més complicada que en un ressort o una barra estirada només segons el seu eix. La deformació en el cas més general necessita ser descrita mitjançant un tensor de deformacions mentre que els esforços interns en el material necessiten ser representats per un tensor de tensions . Aquests dos tensors estan relacionats per equacions lineals conegudes per equacions d'Hooke generalitzades o equacions de Lamé-Hooke, que són les equacions constitutives que caracteritzen el comportament d'un sòlid elàstic lineal. Aquestes equacions tenen la forma general:
{\displaystyle \sigma _{ij}=\sum _{k,l}C_{ijkl}\varepsilon _{kl}\,}
Gran part de les estructures d'enginyeria són dissenyades per patir deformacions petites, s'involucren només en la recta del diagrama d'esforç i deformació.
De tal manera que la deformació {\displaystyle \epsilon } és una quantitat adimensional, el mòdul {\displaystyle E} s'expressa en les mateixes unitats que l'esforç {\displaystyle \sigma }(unitats pa, psi i ksi). El màxim valor de l'esforç per al qual pot emprar-se la llei de Hooke en un material és conegut com a límit de proporcionalitat d'un material. En aquest cas, els materials dúctils que posseeixen un punt de fluència definit; en certs materials no pot definir-se la proporcionalitat de fluència fàcilment, ja que és difícil determinar amb precisió el valor de l'esforç {\displaystyle \sigma } per al qual la similitud entre {\displaystyle \sigma } i {\displaystyle \epsilon } deixi de ser lineal. En utilitzar la llei de Hooke en valors més grans que el límit de proporcionalitat no conduirà a cap error significatiu. En resistència de materials s'involucra en les propietats físiques de materials, com a resistència, ductilitat i resistència de corrosió; que poden afectar causa de l'aliatge, el tractament tèrmic i el procés de manufactura.

### Cas unidimensional
En el cas d'un problema unidimensional on les deformacions o tensions en direccions perpendiculars a una adreça donada són irrellevants o es poden ignorar {\displaystyle \sigma =\sigma _{11}}, {\displaystyle \epsilon =\epsilon _{11}}, {\displaystyle C_{11}=E} i l'equació anterior es redueix a:
{\displaystyle \sigma =E\epsilon \,}
on {\displaystyle E} és el mòdul de Young .

### Cas tridimensional isòtrop
Per caracteritzar el comportament d'un sòlid elàstic lineal i isòtrop es requereixen a més del mòdul de Young una altra constant elàstica, anomenada coeficient de Poisson ({\displaystyle v}). D'altra banda, les equacions de Lamé-Hooke per a un sòlid elàstic lineal i isòtrop poden ser deduïdes del teorema de Rivlin-Ericksen, que poden escriure en la forma:
{\displaystyle \epsilon _{xx}={\frac {1}{E}}\left(\sigma _{xx}-\nu (\sigma _{yy}+\sigma _{zz})\right)\qquad \epsilon _{xy}={\frac {(1+\nu )}{E}}\sigma _{xy}}
{\displaystyle \epsilon _{yy}={\frac {1}{E}}\left(\sigma _{yy}-\nu (\sigma _{xx}+\sigma _{zz})\right)\qquad \epsilon _{yz}={\frac {(1+\nu )}{E}}\sigma _{yz}}
{\displaystyle \epsilon _{zz}={\frac {1}{E}}\left(\sigma _{zz}-\nu (\sigma _{xx}+\sigma _{yy})\right)\qquad \epsilon _{xz}={\frac {(1+\nu )}{E}}\sigma _{xz}}
En forma matricial, en termes del mòdul de Young i el coeficient de Poisson com:
{\displaystyle {\begin{pmatrix}\varepsilon _{xx}\\\varepsilon _{yy}\\\varepsilon _{zz}\\\varepsilon _{xy}\\\varepsilon _{xz}\\\varepsilon _{yz}\end{pmatrix}}={\begin{pmatrix}{\frac {1}{E}}&-{\frac {\nu }{E}}&-{\frac {\nu }{E}}&&&\\-{\frac {\nu }{E}}&{\frac {1}{E}}&-{\frac {\nu }{E}}&&&\\-{\frac {\nu }{E}}&-{\frac {\nu }{E}}&{\frac {1}{E}}\\&&&{\frac {(1+\nu )}{E}}&0&0\\&&&0&{\frac {(1+\nu )}{E}}&0\\&&&0&0&{\frac {(1+\nu )}{E}}\\\end{pmatrix}}{\begin{pmatrix}\sigma _{xx}\\\sigma _{yy}\\\sigma _{zz}\\\sigma _{xy}\\\sigma _{xz}\\\sigma _{yz}\end{pmatrix}}}
Les relacions inverses venen donades per:
{\displaystyle {\begin{pmatrix}\sigma _{xx}\\\sigma _{yy}\\\sigma _{zz}\\\sigma _{xy}\\\sigma _{xz}\\\sigma _{yz}\end{pmatrix}}={\frac {E}{1+\nu }}{\begin{pmatrix}{\frac {1-\nu }{1-2\nu }}&{\frac {\nu }{1-2\nu }}&{\frac {\nu }{1-2\nu }}&&&\\{\frac {\nu }{1-2\nu }}&{\frac {1-\nu }{1-2\nu }}&{\frac {\nu }{1-2\nu }}&&&\\{\frac {\nu }{1-2\nu }}&{\frac {\nu }{1-2\nu }}&{\frac {1-\nu }{1-2\nu }}&&&\\&&&1&0&0\\&&&0&1&0\\&&&0&0&1\\\end{pmatrix}}{\begin{pmatrix}\varepsilon _{xx}\\\varepsilon _{yy}\\\varepsilon _{zz}\\\varepsilon _{xy}\\\varepsilon _{xz}\\\varepsilon _{yz}\end{pmatrix}}}

### Cas tridimensional ortòtrop
El comportament elàstic d'un material ortotròpic queda caracteritzat per nou constants independents: 3 mòduls d'elasticitat longitudinal {\displaystyle (E_{x},E_{y},E_{z})}, 3 mòduls de rigidesa {\displaystyle (G_{xy},G_{yz},G_{zx})} i 3 coeficients de Poisson {\displaystyle (\nu _{xy},\nu _{yx},\nu _{zx})} . De fet per a un material ortotròpic la relació entre les components del tensor tensió i les components del tensor deformació ve donada per:
{\displaystyle {\begin{pmatrix}\varepsilon _{xx}\\\varepsilon _{yy}\\\varepsilon _{zz}\\\varepsilon _{xy}\\\varepsilon _{xz}\\\varepsilon _{yz}\end{pmatrix}}={\begin{pmatrix}{\frac {1}{E_{x}}}&-{\frac {\nu _{yx}}{E_{y}}}&-{\frac {\nu _{zx}}{E_{z}}}&&&\\-{\frac {\nu _{xy}}{E_{x}}}&{\frac {1}{E_{y}}}&-{\frac {\nu _{zy}}{E_{z}}}&&&\\-{\frac {\nu _{xz}}{E_{x}}}&-{\frac {\nu _{yz}}{E_{y}}}&{\frac {1}{E_{z}}}\\&&&{\frac {1}{2G_{xy}}}&0&0\\&&&0&{\frac {1}{2G_{xz}}}&0\\&&&0&0&{\frac {1}{2G_{yz}}}\\\end{pmatrix}}{\begin{pmatrix}\sigma _{xx}\\\sigma _{yy}\\\sigma _{zz}\\\sigma _{xy}\\\sigma _{xz}\\\sigma _{yz}\end{pmatrix}}}

On: Com es pot veure les components que governen l'allargament i les que governen la distorsió estan desacoblades, la qual cosa significa que en general és possible produir allargaments al voltant d'un punt sense provocar distorsions i viceversa. Les equacions inverses que donen les deformacions en funció de les tensions prenen una forma una mica més complicada:{\displaystyle {\frac {\nu _{yx}}{E_{y}}}={\frac {\nu _{xy}}{E_{x}}}\qquad {\frac {\nu _{zx}}{E_{z}}}={\frac {\nu _{xz}}{E_{x}}}\qquad {\frac {\nu _{yz}}{E_{y}}}={\frac {\nu _{zy}}{E_{z}}}\qquad (*)}
{\displaystyle {\begin{pmatrix}\sigma _{xx}\\\sigma _{yy}\\\sigma _{zz}\\\sigma _{xy}\\\sigma _{xz}\\\sigma _{yz}\end{pmatrix}}={\begin{pmatrix}{\frac {1-\nu _{yz}\nu _{yz}}{E_{y}E_{z}\Delta }}&{\frac {\nu _{yx}+\nu _{yz}\nu _{zx}}{E_{y}E_{z}\Delta }}&{\frac {\nu _{zx}+\nu _{zy}\nu _{yx}}{E_{y}E_{z}\Delta }}&&&\\{\frac {\nu _{xy}+\nu _{xz}\nu _{zy}}{E_{x}E_{z}\Delta }}&{\frac {1-\nu _{zx}\nu _{xz}}{E_{x}E_{z}\Delta }}&{\frac {\nu _{zy}+\nu _{zx}\nu _{xy}}{E_{x}E_{z}\Delta }}&&&\\{\frac {\nu _{xz}+\nu _{xy}\nu _{yz}}{E_{x}E_{y}\Delta }}&{\frac {\nu _{yz}+\nu _{yx}\nu _{xz}}{E_{x}E_{y}\Delta }}&{\frac {1-\nu _{xy}\nu _{yx}}{E_{x}E_{y}\Delta }}\\&&&2G_{xy}&0&0\\&&&0&2G_{xz}&0\\&&&0&0&2G_{yz}\\\end{pmatrix}}{\begin{pmatrix}\varepsilon _{xx}\\\varepsilon _{yy}\\\varepsilon _{zz}\\\varepsilon _{xy}\\\varepsilon _{xz}\\\varepsilon _{yz}\end{pmatrix}}}
On:
{\displaystyle \Delta :={\frac {1-\nu _{xy}\nu _{yx}-\nu _{xz}\nu _{zx}-\nu _{yz}\nu _{zy}-2\nu _{xy}\nu _{yz}\nu _{zx}}{E_{x}E_{y}E_{z}}}}
De fet la matriu anterior, que representa el tensor de rigidesa, és simètrica, ja que de les relacions (*) es la simetria de l'anterior matriu, ja que:
{\displaystyle {\frac {\nu _{yx}+\nu _{yz}\nu _{zx}}{E_{y}E_{z}\Delta }}={\frac {\nu _{xy}+\nu _{xz}\nu _{zy}}{E_{x}E_{z}\Delta }}\qquad {\frac {\nu _{zx}+\nu _{zy}\nu _{yx}}{E_{y}E_{z}\Delta }}={\frac {\nu _{xz}+\nu _{xy}\nu _{yz}}{E_{x}E_{y}\Delta }}\qquad {\frac {\nu _{zy}+\nu _{zx}\nu _{xy}}{E_{x}E_{z}\Delta }}={\frac {\nu _{yz}+\nu _{yx}\nu _{xz}}{E_{x}E_{y}\Delta }}}
Un cas particular de materials ortòtropes són els materials transversalment isòtrops lineals en els quals només cal especificar cinc constants elàstiques: {\displaystyle \scriptstyle E_{t},E_{L},G_{t},\nu _{t},\nu _{Lt}}, on{\displaystyle t} es refereix a les adreces transversals a la direcció que es diu longitudinal.

## Espectroscòpia infraroja
L’espectroscòpia infraroja es basa en la disposició de les molècules, formades per àtoms i enllaços. Les vibracions de les molècules poden explicar-se a partir de la llei de Hooke.

### Vibracions dels enllaços
Els àtoms no es troben estàtics dins d'una molècula sinó que estan en moviment constant uns respecte als altres, vibrant a freqüències constants entorn dels enllaços covalents que els uneixen. L'espectroscòpia infraroja es basa en el fet que les molècules tenen freqüències concretes a les quals roten i vibren, és a dir, els moviments de rotació i vibració moleculars tenen nivells d'energia discrets (modes normals vibracionals). Les freqüències ressonants o freqüències vibracionals són determinats bàsicament per la forma de les molècules, la força dels enllaços i les masses dels àtoms. Així, la freqüència de les vibracions pot ser associada amb un tipus particular d'enllaç. En tot cas, perquè una forma vibracional en una molècula sigui activa a l'IR, ha d'estar associada amb canvis en el dipol permanent, de manera que molècules simètriques difícilment absorbiran radiació IR.